# Spice Up Your Life
"Spice Up Your Life" é uma canção do girl group britânico Spice Girls. Foi co-escrito pelas integrantes do conjunto, Com Matt Rowe e Richard Stannard, ao mesmo tempo em que o grupo estava filmando cenas para o filme Spice World. A música foi produzida por Rowe e Stannard para o segundo álbum do grupo Spiceworld, lançado em novembro de 1997.
"Spice Up Your Life" é uma música dance-pop, com influências latinas. As letras são inspiradas por filmes de Bollywood e refletem o desejo do grupo de "escrever uma música para o mundo". O videoclipe, dirigido por Marcus Nispel, apresenta as Spice Girls em um ambiente futurista, inspirado no filme Blade Runner de 1982, controlando todos os aspectos da sociedade em uma paisagem urbana futurista escura. O grupo promoveu a música fortemente, performando-a em muitos programas de televisão, shows e premiações.
Apesar da recepção morna dos críticos de música, foi um sucesso comercial. Lançado como primeiro single do álbum em outubro de 1997, liderou o UK Singles Chart em 19 de outubro de 1997 por uma semana, tornando-se o quinto número um, consecutivo do grupo. Isso fez as Spice Girls o primeiro a ter seus primeiros cinco singles a alcançarem o topo da principal parada do Reino Unido. Divulgada internacionalmente, atingindo o pico dentro dos cinco primeiros na maioria das paradas que entrou. Nos Estados Unidos, a música não funcionou tão bem quanto os lançamentos anteriores, atingindo o número 18 no Billboard Hot 100.

## Antecedentes
Em junho de 1997, o grupo começou a filmar cenas para o filme Spice World. Ao mesmo tempo, a Virgin Records iniciou as primeiras reuniões de marketing para a campanha promocional do álbum Spiceworld, que seria lançado em novembro. Nenhuma música foi escrita para o álbum neste momento, então o grupo teve que fazer toda a gravação e regravação das músicas ao mesmo tempo que filmavam o filme. Entre as folgas e no final de cada dia de filmagem, o grupo foi direto para um estúdio de gravação móvel, montado em um Winnebago, que as seguiu entre as gravações do filme. O cronograma era fisicamente árduo para as garotas, além das dificuldades logísticas, como Melanie Brown, comentou em sua autobiografia: "fazer as duas funções o tempo inteiro, ao mesmo tempo, tomou um preço e dentro de um par em semanas, exaustão".

## Escrita e gravação
Uma sessão com a dupla de produção e composição, Richard Stannard e Matt Rowe foi marcada para gravação do próximo single do grupo. Durante a gravação das faixas de Spiceworld, o grupo estava tão ocupado com o cronograma de filmagens, que a qualidade de suas contribuições tornou-se mais errática e fragmentada. Sobre o processo de escrita durante as gravações, Rowe lembra:

Eu lembro quando elas vieram gravar 'Spice Up Your Life'. Estava no meio do caos. Foi marcado, que elas estavam entrando para gravar seu próximo single, e escreveram, conosco. Foi gravado em Whitfield Street Studios e haveria uma equipe da MTV lá filmando enquanto elas realizavam a gravação. Bem, as pessoas perguntam, como você pode fazer isso? Você não pode escrever e gravar uma música em meia hora com um grupo de filmagem assistindo.

A sessão foi interrompida constantemente, com pessoas entrando no prédio, telefonando para elas ou jogando coisas pela janela. Eventualmente, quando a equipe de filmagem saiu da sala, o grupo conseguiu terminar a gravação. Stannards comentou sobre a inspiração no Music Week: "Nós estávamos falando sobre as filmagens em Bollywood, as cores e como as Spice Girls podiam se apresentar. E pergunta de como conseguiríamos tudo isso, para uma música?". Todo o processo de composição e a gravação foram completadas em uma tarde, e em vez de se revezarem, as cinco integrantes entraram nas cabines vocais e gravaram o refrão juntas. Brown comentou que, por esta razão, a mixagem final parece "espontânea e cheia de energia".

### Lado B
"Spice Up Your Life" já estava terminado e pronta para ser lançada, mas não havia nada gravado para o lado B. Todas as outras músicas disponíveis foram usadas no álbum Spice e o grupo precisava de uma nova faixa para o próximo single. Uma sessão com Paul Wilson e Andy Watkins, a compositora e dupla de produção conhecida como Absolut, foi reservada. Por causa do tempo limitado e da falta de inspiração criativa nesse ponto, A Virgin disse ao duo para fazer o que quiseram.
A dupla criou "Spice Invaders", colocando quatro microfones e dizendo ao grupo que falasse apenas sobre o que desejasse ter na canção, a conversa foi gravada e como Wilson descreveu, uma "faixa de apoio" estilo bubblegum hediondo, "foi adicionado atrás das vozes. Após o grupo encerrar, Watkins e o engenheiro de mixagem, terminaram a pista durante a noite.

## Composição
"Spice Up Your Life" é uma música uptempo dance-pop, com influências de ritmos latinos como salsa e samba. Está descrito na nota de Fá menor, com uma assinatura de tempo definida no tempo comum (4/4), e se move em um ritmo rápido de 126 batimentos por minuto.
A música é construída na forma de verso-pré-coro-coro, com uma ponte antes do terceiro e quarto coro, e usa uma progressão de acordes simples de Fm-C7. Ele abre com uma introdução, que consiste no uso repetido da palavra la. O primeiro verso segue, as letras são um grito de rali internacional, direcionado ao mercado global, como Melanie Chisholm descreveu: "Nós sempre quisemos fazer uma melodia de carnaval e escrever uma música para o mundo". Depois do primeiro verso, o grupo canta o pré-coro e o coro. O mesmo padrão ocorre, levando ao segundo coro. Uma ponte falada, em que as meninas mencionam diferentes estilos de dança, flamenco, lambada, hip-hop, moonwalk, foxtrote, polca, salsa e haka, precedem o terceiro coro. O grupo fecha a música repetindo o coro pela quarta vez.

## Lançamentos
"Spice Up Your Life" foi lançado no Reino Unido em 13 de outubro de 1997, em duas versões únicas. O primeiro, lançado em cassette e maxi single, incluiu a mixagem de rádio de Mark Stent, a mixagem de rádio de Morales, uma versão instrumental da música e o "lado do lado B" Spice Invaders. A segunda versão, lançada no formato digipak, continha três faixas: a mixagem de rádio de Stent, a mixagem de clubes de carnaval de David Morales e a mixagem de Murk Cuba Libre. Nos Estados Unidos, a Virgin Records enviou a música para as rádios em 1 de outubro de 1997 e o single para as vendas nas lojas, em 21 de outubro de 1997. A versão americana, lançada em cassete e formato maxi single, apresentou a mesma faixa que a primeira versão do Reino Unido.

## Recepção da critica
"Spice Up Your Life" recebeu críticas principalmente negativas dos críticos de música, com muitos deles criticando as letras e a música de inspiração latina. David Browne, da Entertainment Weekly, descreveu-o como uma "fatia ha-cha-cha de frivolidade de cruzeiros tropicais". Em uma revisão do Spiceworld, O The Miami Herald disse que "o primeiro single de estilo latino, é um fracasso condescendente".  George Varga, do The San Diego Union-Tribune, acreditava que a música "faz pela música latina o que Hanson fez para o death metal", enquanto Andy Gill, do The Independent, chamava-o de "pseudo-salsa [...] pastel pop". No entanto, Scott Schinder da Newsday, ficou satisfeito com a faixa, referindo-se a ela como uma "elevação tola, mas irresistível". Sean Picolli, do South Florida Sun-Sentinel, descreveu-a como uma "salsa-lite festiva". David Wild, da revista Rolling Stone, chamou-a de "uma chamada global para armas e pernas, com um sabor distinto de carnaval e uma mensagem super positiva para as pessoas". Stephen Thomas Erlewine da AllMusic, comentou que a música acrescentou ritmos latinos que "consolidam e expandem o estilo do grupo".

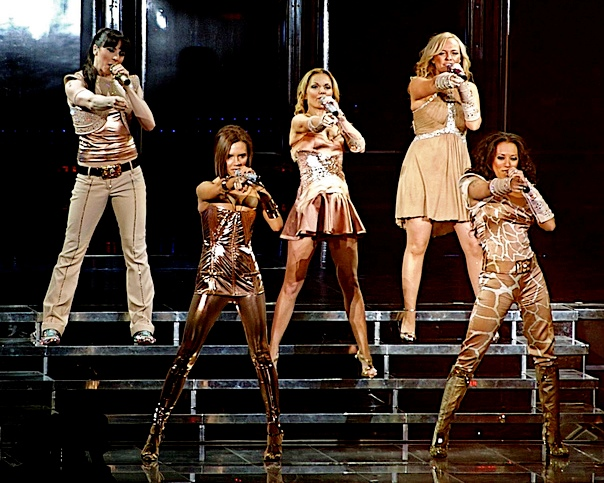
As Spice Girls realizando "Spice Up Your Life" como o número de abertura de sua turnê The Return of the Spice Girls tour, no Air Canada Centre, em Toronto; usando vestidos de cores metálicas apertadas, desenhadas por Roberto Cavalli

A música levantou comparações com o trabalho de outros artistas. O Contra Costa Times disse que a música tem a "sombra" de Gloria Estefan. O Daily Mirror foi ainda mais longe, comentando que era uma cópia, das músicas dos anos 80 de Estefan, e a chamou de "uma copia descarada do estilo latino". Melissa Ruggieri, do Richmond Times-Dispatch, acreditava que a música era uma cópia de "Conga" do Miami Sound Machine e acrescentou que tinha um "ritmo picante com sabor de mariachi e cânticos infecciosos", enquanto Ann Powers do The New York Times, disse que "patina sobre o hip hop latino de Lisa Lisa & Cult Jam para a Lambada." O The Dallas Morning News notou as influências do ABBA, Bananarama e Bow Wow Wow na canção e acrescentou que "não alcança o nível de "Wannabe"".
Alguns dos críticos criticaram as letras. Dele Fadele, do NME, chamou de "o single pop já inventado", acrescentando que continha "uma linhagem brilhante em letras absurdas. Como tal, é a mensagem de paz das Spice Girls, para o mundo". O crítico do Reading Eagle, David Bauder, disse que "parece que foi escrito por um outro grupo, que lhes disse para adicionarem um sabor latino". O Telegram & Gazette comentou que suas letras estavam "preocupadas mais com os quadris tremendo, do que a movimentação da consciência social". Larry Flick da revista Billboard, foi misturado na faixa. Embora ele descrevesse isso como "insanamente cativante e devilmente divertida da faixa", ele também sentiu que não era uma música real, dizendo que era "apenas um groove festivo de cha-cha e um comando lírico para adicionar algum "tempero", à sua vida por maneira de inúmeros movimentos de dança. Um golpe desenfreado". O crítico de música Roger Catlin do The Hartford Courant, acreditava que a música "reconhece e abraça o público mundial do grupo, com ritmos latinos experientes e uma letra auto-promotiva de esperanto tonto ". O crítico do Chicago Sun-Times, Jim DeRogatis, não ficou impressionado com a letra, mas, ao compará-la com a "Barbie Girl" da banda Aqua, descobriu que seu "sentimento unificador é mais admirável".
A Billboard nomeou a canção em sua lista de "100 músicas dos Maiores Girl Groups de todos os tempos" na posição # 62.

## Performance comercial
"Spice Up Your Life" foi originalmente lançado no Reino Unido em 6 de outubro de 1997, mas a data de lançamento foi adiada na tentativa de não coincidir com "Candle in the Wind 1997" de Elton John em um tributo à Princesa Diana, que havia morrido Dois meses antes, da posição superior. O single foi lançado na próxima semana, estreando direto no topo do UK Singles Chart, em 19 de outubro de 1997, fazendo as Spice Girls, o primeiro grupo a alcançar o número um com seus cinco primeiros singles e o primeiro a debutar no topo da parada por quatro vezes seguidas. Ficou uma semana no número um, doze semanas dentro dos quarenta superiores, quinze dentro do top setenta e cinco, e foi certificado de platina pela British Phonographic Industry (BPI), em outubro de 1997.
"Spice Up Your Life" foi comercialmente bem sucedida também no resto da Europa. Em 1 de Novembro de 1997, alcançou o número três no Eurochart Hot 100 e realizou-se de forma semelhante em todo o continente, ficando entre os cinco primeiros melhores da Bélgica (parada de Flandres e da França), Dinamarca, Finlândia, França, Irlanda e Itália, Holanda, Noruega, Espanha, Suécia e Suíça; e dentro dos quinze primeiros na Áustria e na Alemanha. A música foi lançada na Oceania, em 6 de outubro de 1997. Na Nova Zelândia, estreou no segundo lugar, onde ficou por quatro semanas consecutivas, sendo derrubada por "Candle in the Wind 1997". Na Austrália, estreou no número dezessete, atingindo o número oito duas semanas depois. Permaneceu 20 semanas na parada, e foi certificado platina pela Australian Recording Industry Association (ARIA).

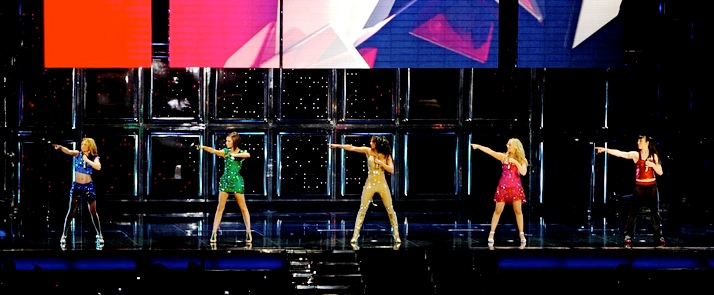
O grupo cantou uma versão remix da música durante o bis do show, no Air Canada Centre em Toronto.

"Spice Up Your Life" teve um sucesso medíocre na América do Norte. Nos EUA, o single estreou no Billboard Hot 100 em 8 de novembro de 1997, no número trinta e dois; no momento em que era a menor estreia do grupo no país. Chegou a posição 18, em sua quarta semana, tornando-se seu quarto top 20 consecutivo na parada. A música quase não entrou no Hot 100 Airplay, atingindo o número setenta e dois, mas apesar da fraca jogada da faixa, o CD single vendeu bem, atingindo o número onze no Hot 100 Singles Sales chart. Recebeu uma certificação de ouro pela Recording Industry Association of America (RIAA), em janeiro de 1998. A música atingiu o número quatro na parada do Hot Dance Club Play, mas apenas teve sucesso moderado em outros formatos, atingindo os vinte e dois na parada da Hot Dance Singles Sales, aos trinta e sete no Mainstream Top 40 e aos vinte e sete no Rhythmic Top 40. "Spice Up Your Life" foi mais bem sucedido no Canadian Singles Chart, onde alcançou o número dois em 15 de novembro de 1997. Novos remixes de Ralphi Rosario foram produzidos em 2007, em conjunto com o lançamento de CD Greatest Hits e este subiu para o número dezessete, no Billboard Dance Charts.

## Videoclipe

Cena do videoclipe foi inspirado em Blade Runner, apresentando o grupo como donas do mundo, dentro de uma nave espacial que atravessa uma cidade escura, controlando todos os aspectos da sociedade.

O videoclipe de "Spice Up Your Life" foi dirigido em 6 de setembro de 1997, por Marcus Nispel em dois dias, localizado na cidade de Nova York. O vídeo apresenta o grupo em um cenário futurista, inspirado no filme Blade Runner de 1982 e o videoclipe de 1989 de Rhythm Nation da cantora Janet Jackson, controlando todos os aspectos da sociedade em uma paisagem urbana pós-apocalíptica futurista. Nispel veio com o conceito baseado em um esboço que foi enviado por fax para ele, assinado "Ginger Spice". Ele lembra: "Eu olhei o que a Disney fez para a Times Square em Nova York e tentei imaginar como as Spice Girls as controlariam, pois sua carreira parecia não ter limites, na época". O grupo não foi consultado sobre o conceito. De acordo com a autobiografia de Brown, elas queriam um tema de festa de carnaval, mas estavam muito cansados para brigar por isso com a gravadora e acabaram com um conceito ligado ao tema da dominação mundial. Brown comentou: "Não estava certo. Eu não acho que nenhum de nós tenha gostado muito, apesar de termos gostado de fazê-lo. Ainda não consigo entender o que está acontecendo na metade do tempo". O vídeo Estreou exclusivamente na MTV, em setembro de 1997.
O vídeo apresentou o grupo como mestres globalizantes, em uma nave espacial atravessando uma cidade escura, olhando em vários outdoors, enquanto as cenas de salas e bares com televisões reproduzem os vídeos de "Say You'll Be There" e "Wannabe", As filmagens ao vivo das meninas dentro da nave espacial, também são transmitidas. O grupo, então, zoom sem rumo em torno da cidade em pranchas voadoras. As cenas são intercaladas com cenas das meninas fazendo coisas diferentes, como Brown em uma mesa giratória com brilhantes luzes intermitentes e um grande ventilador rotativo, Beckham posando no topo de uma plataforma enquanto os fotógrafos tiram fotos dela, Bunton em uma sala cercada de balões azuis, Chisholm ganhando uma partida de boxe e Halliwell dando um discurso em uma coletiva de imprensa para uma multidão de jornalistas. O video ganhou o prêmio de Melhor Vídeo no Edison Music Awards de 1998 e foi nomeado para a categoria de Melhor Vídeo no BRIT Awards. Também foi nomeado para a categoria de Melhores Efeitos Especiais no Music Video Production Association (MVPA), de 1997.

## Performances ao vivo

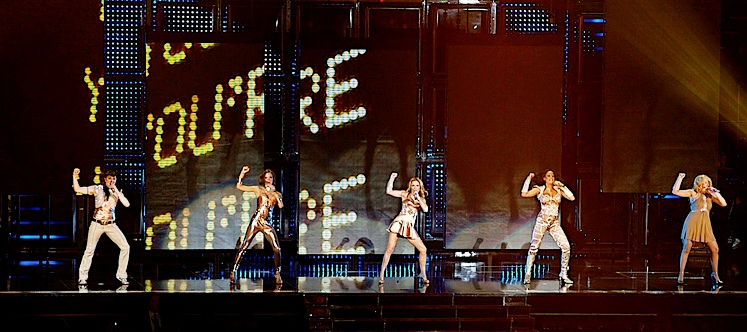
O grupo interpretando a música no Centro Air Canada, vestidas com roupas metálicas apertadas desenhadas por Roberto Cavalli.

"Spice Up Your Life" teve sua estreia no Reino Unido em 27 de setembro de 1997, no programa da Loteria Nacional da BBC, que atraiu mais de nove milhões de telespectadores. A música foi posteriormente cantada muitas vezes na televisão, tanto na Europa como nos EUA, incluindo An Audience with..., Top of the Pops, All That, The Jay Leno Show, o Late Show with David Letterman e The Oprah Winfrey Show. "Spice Up Your Life" também performou a canção em várias cerimônias de premiação, como o Smash Hits! Awards de 1997, MTV Europe Music Awards de 1997, Billboard Music Awards de 1997, Premios Ondas de 1997, Channel V Music Awards e BRIT Awards de 2000. Em outubro de 1997, o grupo cantou "Spice Up Your Life" como a décima primeira música do seu primeiro concerto ao vivo na Arena Abdi İpekçi em Istambul, Turquia. A performance foi transmitido no Showtime em um evento pay-per-view intitulado Spice Girls In Concert Wild!, e foi posteriormente incluído na versão do VHS e DVD Girl Power! Viver em Istambul. A música também foi usada durante o triller de seu filme de 1997, Spice World. Na cena, o grupo canta "Spice Up Your Life" no Royal Albert Hall de Londres, cercado pela mídia e milhares de fãs, enquanto o resto do elenco de apoio pode ser visto dançando e cantando durante a apresentação.

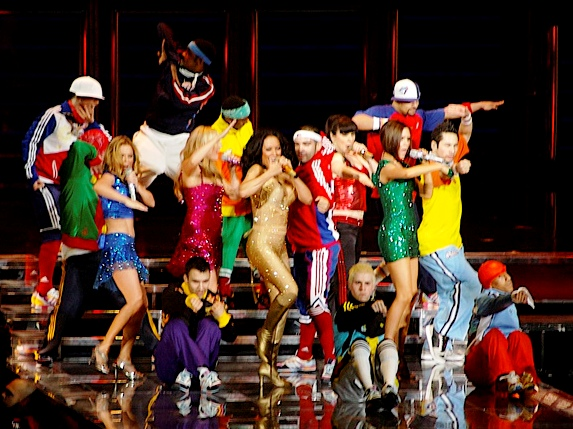
O grupo cercado por dançarinas que interpretam a música durante o bis.

As Spice Girls tocaram a música em três de seus turnês, Spiceworld Tour, Christmas in Spiceworld Tour e The Return of the Spice Girls. A performance no concerto final do Spiceworld Tour, pode ser encontrada no vídeo Spice Girls Live no Wembley Stadium, filmado em Londres em 20 de setembro de 1998. Depois que Halliwell deixou o grupo, Melanie C assumiu sua parte na música em cada performance ao vivo até sua reunião. O grupo realizou "Spice Up Your Life" como a canção de abertura de sua turnê de 2007-2008 Return of the Spice Girls. O show começou com as telas acima do palco exibindo um filme introdutório, que contou com cinco meninas pequenas chamadas de "Spice Girls 'look-alikes", abrindo uma caixa mágica, dançando em seu quarto e falando sobre o desejo de serem mundialmente famosas. As primeiras manchetes sobre as Spice Girls aumentaram, o último anunciando o fim da banda. Então, o grupo apareceu imóvel em cinco plataformas ascendentes, vestidas com roupas de bronze coloridas, feitas pelo estilista italiano Roberto Cavalli.
Durante o bis, o grupo continuou o show cantando uma versão remix da música, cada uma vestida com uma roupa brilhante de uma cor diferente. No final, um canhão explodiu banhando o palco com pedaços de tiras de papel de ouro, branco e preto, enquanto as bandeiras de diferentes países passavam pelas telas como pano de fundo. Ao sair do palco, as palavras "Missão cumprida", apareceram nas telas.
As Spice Girls tocaram a música em 12 de agosto de 2012 na Cerimônia de encerramento dos Jogos Olímpicos de Verão de 2012 em Londres, como parte de um mix com o single de estreia do grupo, "Wannabe".

## Faixas e Formatos
Estes são os formatos e faixas dos principais singles lançados de "Spice Up Your Life".
| - CD1 Britânico/CD Canadense/Single Americano 1. "Spice Up Your Life" [Stent Rádio Mix] - 2:53 2. "Spice Up Your Life" [Morales Rádio Mix] - 2:48 3. "Spice Up Your Life" [Stent Rádio Instrumental] - 2:53 4. "Spice Invaders" - 3:48 - CD2 Britânico 1. "Spice Up Your Life" [Stent Rádio Mix] - 2:53 2. "Spice Up Your Life" [Morales Carnival Club Mix] - 11:30 3. "Spice Up Your Life" [Murk Cuba Libre Mix] - 8:05 - CD Single Europeu 1. "Spice Up Your Life" [Stent Rádio Mix] - 2:53 2. "Spice Invaders" - 3:48 - CD1 Britânico/CD canadense / CD1 australiano / CD japonês / CD sul-africano / CD1 Taiwan / CD americano 1. "Spice Up Your Life" [Stent Radio Mix] - 2:53 2. "Spice Up Your Life" [Morales Radio Mix] - 2:48 3. "Spice Up Your Life" [Stent Radio Instrumental] - 2:53 4. "Spice Invaders" - 3:48 - CD2 Britânico/ CD2 Australiano CD / CD2 Taiwan 1. "Spice Up Your Life" [Stent Radio Mix] - 2:53 2. "Spice Up Your Life" [Morales Carnival Club Mix] - 11:30 3. "Spice Up Your Life" [Murk Cuba Libre Mix] - 8:05 | - CD Europeu 1. "Spice Up Your Life" [Stent Radio Mix] - 2:53 2. "Spice Invaders" - 3:48 - Club Remixes de 2007 1. "Spice Up Your Life" [Ralphie Rosarios Vocal Mix] - 9:06 2. "Spice Up Your Life" [Ralphie Rosarios Dub Mix] - 8:36 3. "Spice Up Your Life" [Ralphie Rosarios Radio Edit] - 3:39 - 12" Vinyl single Britânico 1. A1:"Spice Up Your Life" [Morales Carnival Club Mix] - 11:30 2. B1:"Spice Up Your Life" [Murk Cuba Libre Mix] - 8:05 3. B2:"Spice Up Your Life" [Morales Beats] - 5:51 4. C1:"Spice Up Your Life" [Morales Drums & Dub Mix] - 11:07 5. D1:"Spice Up Your Life" [Murk Sugar Cane Dub] - 8:38 6. D2:"Spice Up Your Life" [Murk Spider Beats] - 3:41 - 12" Vinyl single Americano 1. A1:"Spice Up Your Life" [Morales Carnival Club Mix] - 11:30 2. A2:"Spice Up Your Life" [Morales Radio Mix] - 2:48 3. B1:"Spice Up Your Life" [Murk Cuba Libre Mix] - 8:05 4. B2:"Spice Up Your Life" [Stent Radio Mix] - 2:53 5. B3:"Spice Up Your Life" [Stent Radio Instrumental] - 2:53 |

## Desempenho nas tabelas musicais
| Chart (1997)                              | Maior posição |
| ----------------------------------------- | ------------- |
| Alemanha (German Singles Chart)           | 14            |
| Argentina (Argentinian Singles Chart)     | 1             |
| Austrália (Australian Singles Chart)      | 8             |
| Áustria (Austrian Singles Chart)          | 12            |
| Bélgica (Belgian Ultratop 50 (Flanders))  | 4             |
| Bélgica (Belgian Ultratop 40 (Wallonia))  | 2             |
| Canadá (Canadian Singles Chart)           | 2             |
| Escócia (Scottish Singles Chart)          | 1             |
| Espanha (Spanish Singles Chart)           | 2             |
| EUA (Billboard Hot 100)                   | 18            |
| EUA (Billboard Hot Dance Club Play)       | 4             |
| EUA (Billboard Hot Dance Singles Sales)   | 22            |
| EUA (Billboard Mainstream Top 40)         | 37            |
| EUA (Billboard Rhythmic Top 40)           | 27            |
| Europa (European Hot 100 Singles)         | 3             |
| Finlândia (Finnish Singles Chart)         | 2             |
| França (French Singles Chart)             | 3             |
| Irlanda (Irish Singles Chart)             | 2             |
| Itália (Italian Singles Chart)            | 3             |
| Noruega (Norwegian Singles Chart)         | 3             |
| Nova Zelândia (New Zealand Singles Chart) | 2             |
| Países Baixos (Danish Singles Chart)      | 2             |
| Países Baixos (Dutch Top 40)              | 2             |
| Reino Unido (UK Singles Chart)            | 1             |
| Suécia (Swedish Singles Chart)            | 2             |
| Suíça (Swiss Singles Chart)               | 5             |
| Chart (2012)                              | Maior posição |
| Reino Unido (UK Singles Chart)            | 95            |

| Chart (1997)                             | Maior posição |
| ---------------------------------------- | ------------- |
| Austrália (Australian Singles Chart)     | 36            |
| Bélgica (Belgium Flanders Singles Chart) | 25            |
| Bélgica (Belgium Wallonia Singles Chart) | 17            |
| França (France Singles Chart)            | 23            |
| Itália (Italy Singles Chart)             | 24            |
| Reino Unido (UK Singles Chart)           | 9             |
| Suécia (Swedish Singles Chart)           | 9             |
| Chart (1998)                             | Maior posição |
| EUA (Billboard Hot 100)                  | 81            |